# Christie c. York
Christie c. York (1939), [1940] S.C.R. 139 , est une décision rendue par la Cour suprême du Canada qui a permis aux établissements privés, sur la base du droit à la libre entreprise, de pratiquer la discrimination.

## Contexte
Le 11 juillet 1936, Fred. Christie, un chauffeur montréalais noir, et deux amis (un noir et un blanc) se rendent à une taverne au sous-sol du Forum de Montréal, où le barman refuse de servir Fred. Christie en raison d'une politique du bar qui interdit de servir les personnes noires. Christie proteste et appelle la police, sans que cela permette de régler le litige.
Christie intente donc une poursuite judiciaire contre le bar. La cause se rend en cour suprême, où il est jugé que le droit de propriété l'emporte sur les droits de la personne et donc que le bar a le droit de refuser de servir certains clients.

## Analyse
Cette décision provient d'une époque antérieure à l'adoption des Chartes des droits. Christie avait donc bien peu de recours légaux à sa disposition, d'autant plus qu'il s'agissait d'une action de droit privé, ce qui l'empêchait de citer le Bill of Rights. Si une telle affaire devait se reproduire aujourd'hui, la Charte canadienne ne serait pas d'une grande utilité car la Charte canadienne lie seulement l'État, elle est en principe inapplicable entre deux personnes privées. Le meilleur texte à citer dans le contexte actuel serait l'article 10 de la Charte québécoise qui interdit cette discrimination et qui trouve également application lorsque les deux parties sont des personnes privées.